# هنري غوسلين
هنري غوسلين هو فلاح وسياسي كندي، ولد في 6 ديسمبر 1891 في لي في الولايات المتحدة، وتوفي في 27 يناير 1952. نشط حزبياً في الحزب الليبرالي الكندي وحزب كيبيك الليبرالي. وقد انتخب عمدة وانتخب عضو الجمعية الوطنية في كيبك ‏ وانتخب عضو مجلس العموم الكندي.